# 保羅·羅根
保羅·羅根·史東（英語：Paul Logan Stone，1973年10月15日—），美國男演員、模特兒、替身演員、武術家、製片人和編劇。知名於NBC肥皂劇《我們的日子》（2001年至2002年，2005年）中的葛倫·李柏（Glen Reiber）一角，以及多部低預算動作片中的演出，如Syfy電視電影《食人魚》（2010年）。他也時常與瘋人院影業合作，擔任旗下B級片的常客。

## 早期生活
保羅·羅根出生於紐澤西州。在紐約州立大學帕切斯分校完成主修的生物化學後，搬到洛杉磯於南加州健康科學大學主修脊骨神經醫學。決定重是演藝事業的羅根向學校請假，於1996年出道。作為一名多才多藝的運動員，羅根精通多種運動，包括足球、棒球、游泳和拳擊。他習得的武術包括空手道、劍道、合氣道和柔術。羅根是沖繩剛柔流空手道中的黑帶。

## 外部連結
- 保羅·羅根在互联网电影资料库（IMDb）上的資料（英文）
- 官方网站